# Катажина Любнауер
Катажѝна Анна Лю̀бнауер, с родово име Либу̀джиш (на полски: Katarzyna Anna Lubnauer z domu Libudzisz) е полски политик и математичка, преподавателка в Лодзкия университет, ръководителка на партия Новочесна (2017 – 2019), депутат в Сейма VIII и IX мандат.

## Биография
Катажина Либуджиш е родена на 24 юли 1969 година в Лодз, в семейството на учени. Майка и Зджислава Либуджиш е професор по микробиология, а баща и Йежи Либуджиш е химик. Завършва средно образование във Втори общообразователен лицей „Тадеуш Кошчушко“ в родния си град. През 1991 година сключва брак с икономиста Мачей Любнауер. Семейството има дъщеря. Две години по-късно се дипломира с магистърска степен по математика в Лодзкия университет. В 2001 година защитава докторска дисертация и започва работа в Математическия факултет на Лодзкия университет.
Навлиза в политиката през 1993 година. Тогава става член на партия Демократичен съюз. От следващата година е част от партия Съюз на свободата. В годините 1998 – 2004 е член на градския съвет в Лодз. През 2016 година е избрана за вицепредседател на партия Новочесна, а от 2017 година е нейна председателка. Депутат в Сейма от 2015 година.